# Praterie e macchie xerofile dell'Etiopia
Le praterie e macchie xerofile dell'Etiopia sono un'ecoregione dell'ecozona afrotropicale, definita dal WWF (codice ecoregione: AT1305), che si estende lungo le coste africane del mar Rosso e del golfo di Aden di Eritrea, Etiopia, Gibuti e Somalia. Questa ecoregione si incontra principalmente tra il livello del mare e gli 800 m di altitudine. Presenta, tuttavia, molte colline e massicci montuosi, che raggiungono i 1300 m di quota, così come profonde depressioni tettoniche, come quella della Dancalia, che si spinge fino a 155 m sotto il livello del mare. Questa regione è estremamente attiva tettonicamente, ed è spesso colpita da terremoti ed eruzioni vulcaniche. Le precipitazioni sono molto scarse e le medie annue variano tra i 100 e i 200 mm, aumentando man mano che ci si allontana dalla costa. Presenta numerose specie di grande interesse naturalistico, come Heteromirafra archeri, una specie di dracena (Dracaena ombet), e una gran varietà di ungulati del deserto, compresa l'ultima popolazione vitale di asino selvatico africano (Equus africanus somalicus).

## Territorio
È un'arida regione di semideserto che occupa 152.200 chilometri quadrati lungo la costa africana del mar Rosso e del golfo di Aden. Comprende l'estremità meridionale della costa del Sudan, l'intera Eritrea fatta eccezione per l'estremità meridionale della costa e l'interno della parte settentrionale del paese, la regione dell'Etiopia confinante con Gibuti e il sud dell'Eritrea, l'intero Gibuti salvo la costa nord, e la costa nord-occidentale della Somalia. Sulla costa tra Eritrea e Gibuti confina con il deserto costiero dell'Eritrea. A sud e ad ovest si incontra la boscaglia e macchia di Acacia-Commiphora somala; a est, le boscaglie xerofile montane della Somalia; e a nord, la savana ad acacia del Sahel.
Il clima è molto caldo e secco. La media delle precipitazioni annue varia da meno di 100 mm nei pressi della costa a circa 200 mm nell'interno. La media delle temperature minime oscilla tra i 21 e i 24 °C, e la temperatura media massima è di circa 30 °C.

## Flora

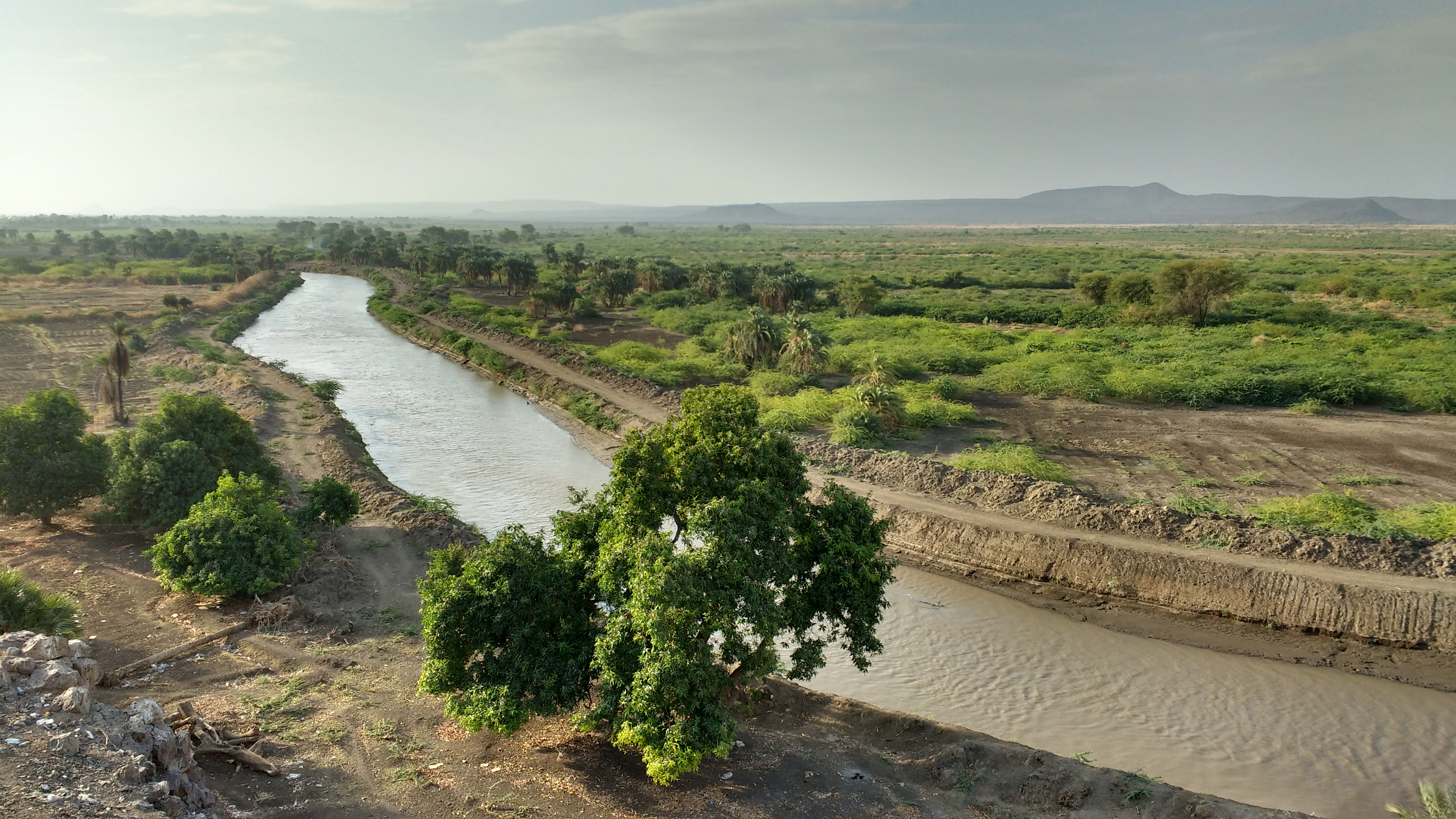
Il fiume Auasc all'altezza di Asaita

La vita vegetale della regione necessita di ulteriori studi, che sono stati ostacolati dalle instabilità politica che ha colpito la regione nel corso degli ultimi 30 anni, a causa della quale molti elementi della flora sono ancora molto poco conosciuti. Tra gli endemismi della regione vi è una specie di dracena (Dracaena ombet).  Come esempio della ricchezza floristica, si stima che nel Gibuti siano state osservate tra le 825 e le 950 specie, anche se molte di esse si incontrano solo in piccole zone periferiche delle foreste montane dell'Etiopia. Queste regioni del Gibuti coincidono con le foreste di Day e con quelle del massiccio dei Mabla, al di sopra dei 1100 m.

## Fauna
Tra i mammiferi qui presenti vi sono gli ultimi asini selvatici somali (Equus africanus somalicus) che è possibile incontrare in natura, nella penisola di Buri in Eritrea. Tra gli altri animali erbivori figurano il beira, la gazzella del deserto, la gazzella di Sömmerring, il gerenuk e l'orice beisa. L'unico mammifero veramente endemico è un gerbillo, Gerbillus acticola. È presente un certo numero di rettili tipici degli ambienti aridi, tra cui le lucertole endemiche Hemidactylus arnoldi e Tropiocolotes tripolitanus somalicus. Tra gli uccelli ricordiamo l'allodola di Archer (Heteromirafra archeri).

## Conservazione
La densità demografica umana è normalmente inferiore ai dieci abitanti per chilometro quadrato. In alcune aree, vi è meno di un abitante per chilometro quadrato. I gruppi etnici dominanti sono i pastori nomadi Afar e un clan somalo, gli Issa. La densità umana, tuttavia, non tiene conto degli animali da pascolo. Lo Stato di conservazione di questa ecoregione è vulnerabile: le aree protette sono poche e anche in quelle presenti non sempre vengono fatte rispettare le misure di protezione. La copertura vegetale è stata danneggiata, soprattutto dal pascolo del bestiame, ma anche dalla raccolta di legna da ardere e dal disboscamento per far posto a nuovi terreni agricoli. L'unica area protetta della regione è la riserva degli asini selvatici di Mille-Serdo in Etiopia, ma è prevista l'istituzione di aree protette anche nella penisola di Buri e nella depressione della Dancalia in Eritrea. Le aree urbane della regione sono i porti di Massaua in Eritrea, la città di Gibuti e Berbera in Somalia. Tra le città più piccole figurano l'antica capitale della regione degli Afar, Asaita, in Etiopia e porti più piccoli lungo la costa come Tadjoura nel Gibuti e Zeila in Somalia. Tra le località turistiche della regione ricordiamo le isole Dahlak, meta prediletta per le immersioni.